# Rechtsakademie Düsseldorf
Die Rechtsakademie Düsseldorf war eine öffentliche Lehreinrichtung in der akademischen Juristenausbildung in Düsseldorf in der Zeit ab spätestens 1715 bis zum Anschluss Düsseldorfs an das Königreich Preußen. Sie ist damit indirekt Vorgänger der Juristischen Fakultät der Universität Düsseldorf.

## Geschichte
Die Düsseldorfer Rechtsakademie muss als ein Intervall in der Rechtserziehung in Düsseldorf gesehen werden. Bereits vor der Gründung der Institution gab es – an privaten Schulen – Rechtsunterricht, nach Auflösung der Akademie ebenfalls. Staatlich organisierte juristische Vorlesungen gab es an der Heinrich-Heine-Universität dann erst wieder ab 1994.
Die Anfänge und die Gründung der Akademie liegen im Dunkeln. Nach ersten zeitlichen Einordnungsversuchen von Paul Toennies, der die Entstehung zu Beginn des 18. Jahrhunderts zu datieren versuchte, haben sich andere wie Theodor Joseph Lacomblet und Heino Pfannenschmid auf diese Angaben gestützt. Lau schrieb in seiner Stadtkronik 1921,: S. 194 die Anfänge gingen „in das erste Viertel des 18. Jahrhunderts zurück“, und Guntram Fischer zitiert Lau fälschlicherweise,: S. 16 dieser sähe die Akademie als rein private Schule. Der ehemalige Stadtarchivar Hugo Weidenhaupt bezeichnete diese Sichtweise als „unbelegt“.

Rechtes Gebäude (N): ehemaliges Jesuiten-Gymnasium, heute Stadthaus, Mühlenstraße. In der Bildmitte die Andreaskirche (K)

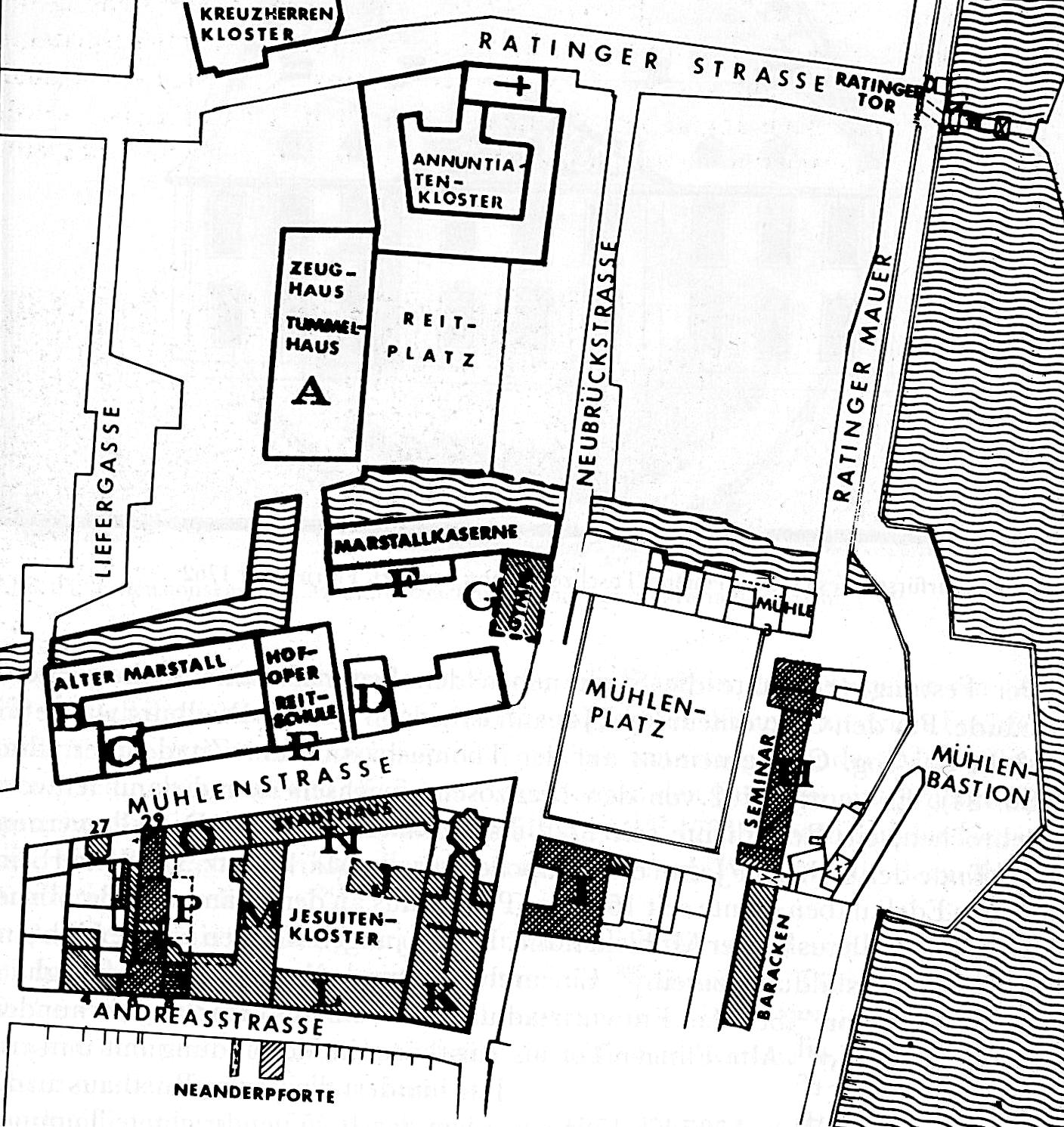
Gebäude im unmittelbaren Umfeld der Akademie, Franz Bernhard Custodis, um 1800

Auf jeden Fall dürfte die Gründung auf die Regierungszeit Jan Wellems zurückgehen, der zuvor bereits an seinem Hofe des Herzogtums Jülich-Berg „Edelknaben-Unterricht“ eingeführt hatte, zu dem auch juristische Themen gehörten. Fischer mutmaßt für das Jahr 1792, das Jahr, in dem die beiden Behörden Verwaltung in persona „Geheimer Rat“ und Justiz („Hofrath“) nach einer Dekade personell wieder getrennt worden waren, „einen previlegierten Rechtsunterricht für angehende Juristen“.: S. 37 Schließlich habe das Staatswesen ein Interesse daran gehabt, gut ausgebildete Juristen zu haben.: S. 36 Als ein Indiz für diese These könnte gelten, dass zur Zeit Jan Wellems von den 68 Hofräten und Fiskal-Advokaten sowie den 75 Geheimen Räten und Geheimsekretären „alle nicht-adeligen Räte den Doktor-Titel oder das Licentiat“ besaßen.: S. 37f
Ludolf Heinrich Hake gilt als erster uns bekannter Professor an der Düsseldorfer Rechtsakademie. Als ein möglicher Vorgänger wird Professor Johann Bartholomäus Busch (1680–1739) gehandelt,: S. 48: Teil 2, Fußnote 6 dessen Lehrtätigkeit aber nicht mehr belegbar ist. Nach Johann Friedrich Hautz (1797–1862) hat Busch bereits seit 1709 die Stelle als „ausgezeichneter Rechtslehrer“: S. 264 bekleidet. Nachfolger Hakes wurde Franziscus Gerhäuser, der ab 1717 in Düsseldorf las.

### Weitere Juristenausbildungen
Es gibt weitere Namen möglicher Rechtslehrer der Rechtserziehung in Düsseldorf, diese werden nach Fischer aber eher an eine private Schule oder an ein (kirchliches) Gymnasium als an eine eigenständige Universität verortet. Zu ihnen gehörten Conrad Heresbach, Johannes Monheim mit seiner Monheimer Schule (gegründet vom Jesuiten-Kloster 1545): S. 280, Ludolf Steinwich (1561) (latinisiert: Ludolphus Lithocomus) und dessen Sohn Lambert Steinwich.
Der Regent Wolfgang Wilhelm von Pfalz-Neuburg, der mit dem Teilungsvertrag von Xanten 1614 die Herzogtümer Jülich und Berg erhielt, ließ im Zuge seiner Gegenreformation ab 1620 die Jesuiten die Monheim’sche Schule in Düsseldorf nach den Regeln „ratio et institutio studiorum societatis Jesu“ fortführen. Den Lehrplänen zufolge, die teilweise noch vorhanden sind, war der Unterricht hauptsächlich für zukünftige Patres und Weltgeistliche gedacht. Es ist heute nicht mehr feststellbar, ob auch Römisches Recht oder Privatrecht oder nur Kanonisches Recht gelesen wurde. Nach sechs Jahren rein gymnasialen Studium schlossen sich zwei Jahre „Rhetorica“ an. Danach waren zwei Jahre Philosophie-Studien sowie ein vierjähriges theologisches Fachstudium in lateinischer Sprache vorgesehen. Der Abschluss war der Grad des Baccalaureus, der Lehrplan des Jesuiten-Lyzeums war also ganz wie ein akademisches Gymnasium organisiert.
Ab 1673 gab es eine weitere Möglichkeit, in Düsseldorf Jura zu studieren. Herzog Karl Theodor ließ am Franziskanerkonvent theologische Lehrkurse unter Einbeziehung des Kirchenrechts organisieren. Mit den liberalen und episkopalen Bewegungen der Kurkölnischen Bonner Juristen-Akademie unter ihrem Konrektor und Franziskaner Philipp Anton Hedderich, die von Kurfürst Karl Theodor gestützt wurden, stellte das Düsseldorfer Franziskaner-Konvent eine Gegenbewegung dar.
1773 löste Papst Clemens XIV. den Jesuitenorden auf, das ein Absinken des Bildungsniveaus auf dieser Lehranstalt zur Folge hatte.

### Gründung der Akademie
Im Umfeld des Düsseldorfer Hofes tat sich eine Reihe von Juristen hervor, die zumeist einen Sitz als Hofrat innehatten. Für das herzogliche Herrscherhaus und ihre Ordnung war nicht nur die Anwendbarkeit der Justiz und damit die Verfügbarkeit guter Juristen hochrangig, auch deren Rekrutierung nach entsprechend guter universitärer Ausbildung schien opportun. Hervorgetan haben sich besonders der spätere Vizekanzler und burgundische Rat Lic. Bernhard zum Pütz, Ahn von Franz Wilhelm Pütz, einem der frühen Professoren der Düsseldorfer Rechtsakademie, sowie Melchior Voets (1628–1685), der als Verfasser von zwei kurkölnischen Rechts- bzw. Hofgerichtsordnungen angesehen wird. Zudem wurde Voets als Verwalter des vom Landesfürsten 1676 herausgegebenen Notgelds betraut, ein Beweis des Vertrauens und der Stellung, die er innegehabt haben muss.: S. 37
Während der Edelknaben-Unterricht 1697 durch eine Reform unter Lic. Johann de Roy mehr ins Medizinische schlug und ab 1708 Collegium medicum mit der Befugnis zum Abhalten von Examen wurde, beließ Jan Wellem die Institutionen der Jesuiten und der Franziskaner mit ihren katholisch-theologischen Fakultäten. Erst mit der Approbationsurkunde für „Professor“ Bartholomäus Busch, die Jan Wellem am 1. Mai 1712 unterschrieben hatte, in der er vom Revisionsrat zum kurpfälzischen Revisionsgericht befördert wurde, könnte man eine vorausgegangene Lehrtätigkeit an seiner alten Wirkungsstätte vermuten.: S. 41

### Staatliche Aufsicht
Die Oberaufsicht der Staatlichen Schulen und damit auch der Rechtsakademie oblag zunächst dem Jülich-Bergischen Hofrat, zwischen 1668 und 1802 dem Geheimen Rat und danach dem „Hohen kurfürstlichen Landesdirektorium“, also stets unmittelbar dem Düsseldorfer Hof.: S. 105 Weder der Stadtmagistrat noch eine kirchliche Amtsstelle hatte Mitspracherechte. Schon Rektor Monheim hatte einem entsprechenden Ansinnen des Schulmeisters der Düsseldorfer Stiftskirche St. Lambertus 1545 eine entsprechende Absage erteilt:

“Cum ipse non doceas, nec mihi, nec ceteris collegis ullum contuleris stipendium. Praeterea ad scholae aedificationem, nemo ex tot vestro collegio ne vitream quidem fenestram unquam largitus sit. Agnoscimus sane nos non alios nostros scholae Dominos, quam eos, qui nos ad hanc functionem vocarunt et a quibus stipendia accepimus.”

„Weder lehrst du selbst daran, noch gibst du mir oder den übrigen Lehrern das geringste Gehalt. Zum Schulgebäude ist vonseiten des Stiftes nicht einmal so viel, wie eine Fensterscheibe kostet, beigesteuert. Wir kennen keine anderen Herren der Schule als diejenigen, welche uns zu unserem Amt berufen haben und von denen wir das Gehalt bekommen.“

### Lehrstühle

Vorlesungsankündigungen der Professoren Wolff, Schiller, Reckum und Windscheid in den „Gülich- und Bergischen Wöchentlichen Nachrichten“ 1769/70

Zunächst dürfte Römisches Recht auf den Lehrplänen gestanden haben. Hinzu kam bei Gerheuser Institutionen und Pandekten, die er bis 1726 laut eigener Ankündigung „morgens und nachmittags je zwei Stunden“ gelesen habe. Vorlesungen über diese Rechtsgebiete zu halten, war Vorrecht der sogenannten „Primarien“, von denen es in der Zeit von 1717 bis zum Wintersemester 1812/13 insgesamt (nur) neun gab, allesamt Ordentliche Professoren waren und als eine Art „Hoheitspatent“ statt mit 6 fl. mit 10 fl. Honorar vergütet wurde.
Franz-Leopold Reckum begann mit Vorlesungen zum Thema gemeines, statuarisches und Kriminalrecht und Eugenius Reygers las über Naturrecht und Öffentliches Recht. Ferner gab es bei Reygers Nachfolger Hermann Josef Stercken Völkerrecht und bei Heinrich Anton Wolff Lehnrecht zu hören.
Erst ab 1770 gab es detaillierte, öffentliche Stundenpläne. Ungeachtet dessen kündigten die Professoren ihre Vorlesungen und Lektionen noch selbständig an. Bis 1804 waren diese Ankündigungen in den Bergisch-Jülichen Wochenblättern kostenfrei, da sie als Amtssache angesehen wurden. Ab dem Sommersemester 1770 gab  Johannes Wilhelm Schiller erste Rechtsgeschichtliche Vorlesungen. Für das Jahr 1770 sind 59 Wochenstunden Vorlesungen auszumachen.

### Lehrräume
Während der längeren Periode ihres Bestehens hatte die Rechtsakademie Düsseldorf – genau wie auch die anderen Universitäten der damaligen Zeit – keine eigenen Räume für ihren Lehrbetrieb; die Räumlichkeiten wurden von den Professoren zum Unterricht angemietet. Der einzige von Beginn an zur Verfügung stehende öffentliche Raum für Vorlesungen vor 1804 war die von Johann Wilhelm Neuss (1780–1857) sogenannte „aula academica“ im Jesuiten-Gymnasium in der Mühlenstraße, heute Teil des Stadthauses. Die frühen Professoren wie Hake und Gerhäuser werden ihre Wohnungen für den Vorlesungsbetrieb genutzt haben.: S. 112 f.
Ab 1804 stellte die Schuldirektion im ehemaligen Franziskaner-Kloster in der Citadellstraße 2 zwei Auditorien zur Verfügung. Eine Verfügung (Ordnungsverfügung) der General-Schul-Deputation von 1809 requirierte die vonseiten der Stadt zur Verfügung gestellten Räume wieder. Fortan fand der Unterricht wieder in den Räumen wie vor 1804 statt. Der Bau einer Napoleonischen Universität nach Plänen von Adolph von Vagedes wurde von den Kriegsereignissen 1812 zunichtegemacht.